# Коростенський завод залізобетонних шпал
Ко́ростенський заво́д залізобето́нних шпал — заснований 1958 року, коли була збудована перша черга заводу потужністю 30 тис. м куб. У 1965 р. була збудована друга черга, тож потужність заводу становить 111,7 тис. м куб. залізобетону на рік. Спеціалізація заводу — випуск попередньо-напружених залізобетонних шпал для залізничної колії 1520 мм. За час існування завод освоїв випуск залізобетонних шпал таких типів, як: С-56-2, ШС-1у, Ш-1-1.
Загальна площа заводу — 182 тис. м кв. У його складі працюють цехи: формувальний, транспортний, ремонтно-механічний та ремонтно-будівельна дільниця.
На заводі прийнята агрегатно поточна схема виробництва, при якій основним технологічним обладнанням на технологічній лінії є силова металева 10-гніздова форма, що за допомогою роликових конвеєрів переміщається від одного технологічного посту на інший з різним циклом перебування на них.

## Основні технологічні операції
- чистка та змащування форми;
- встановлення пустотоутворювачів;
- формування арматурного пакету, який складається з 44 високоміцних дротин діаметром 33 мм;
- попереднє напружування арматурного пакету та установка розподільних діафрагм;
- розкладка бетонної суміші та віброущільнення її на вібромайданчику;
- розбирання пустотоутворювачів та розподільних діафрагм;
- тепло-волога обробка в ямних пропарочних камерах;
- передача попереднього напружування на затужавлений бетон;
- розрізка плітин шпал на окремі шпали;
- складування шпал.

Сировинні матеріали — цемент, пісок, щебінь, високоміцний дріт, вода — місцеві, українського походження. Високоміцний дріт діаметром 3 мм виробництва ОАО «Сілур» м. Харцизськ, пісок М.кр. — 2,5-3,25 Ігнатпольського піщаного кар'єру, щебінь — АО «Коростенський щебеневий кар'єр», цемент — Здолбунівського ВАТ «Волинь».
За більше, ніж 42 роки існування завод випустив 31,5 млн шт. шпал, або 3,4 млн м куб. залізобетону. Коростенські шпали, які мають товарний знак «КР», укладені на залізничних магістралях майже всіх країн СНД.
Враховуючи сучасні вимоги праці в ринкових умовах на заводі не тільки удосконалюється випуск традиційної продукції, але й розширюється її асортимент.
За останні кілька років освоєні та успішно реалізуються такі нові види залізобетонної попередньо-напруженої продукції, як:
- бруски для стрілочних переводів типу БС 48 М 1/11;
- шпали для залізничної суміщеної колії 1520 та 1435 мм (аналогів таких шпал в Україні немає).

Покладаючись на досвід, маючи висококваліфікованих спеціалістів, виробничу базу і гарне географічне розташування, інженерно-технічні працівники працюють над подальшим удосконаленням технології та розширенням асортименту випускаємої продукції.
Так, в сучасних умовах, завод готується до переходу на випуск шпал з більш економною витратою високоміцного дроту, формуючи арматурний пакет з 40 дротин високоміцного дроту, замість традиційних 44, що дасть економію дроту в кількості 400 т на рік. Освоюється випуск брусків залізобетонних попередньо-напружених зі зменшеним зносом конструктивних елементів марки 1/9.
Завод виробляє не тільки продукцію для магістральних залізниць, а й для їхнього облаштування. Підвищеним попитом користуються залізобетонні блоки низьких пасажирських платформ довжиною 3 м та залізобетонні лотки для водостоку довжиною 1,5 м.
Чисельність заводу становить 610 чол., з них 78 — інженерно-технічні працівники.

## Адреса
«Коростенський завод залізобетонних шпал»
Україна, м. Коростень, вул. Маяковського, 78